# Карликова саламандра
Карликова саламандра (Thorius) — рід земноводних з роду Безлегеневі саламандри ряду Хвостаті. Має 24 види.

## Опис
Загальна довжина представників цього роду коливається від 1,6 до 3,5 см. Спостерігається статевий диморфізм: самиці більші за самців. Голова велика, широка. Ніздрі круглі або овальні. Очі помірно великі. Мають доволі мало зубів Тулуб доволі тонкий, стрункий. Кінцівки вузькі та тоненькі. Хвіст довгий, звужується на кінці. Забарвлення чорне, коричневе, буре, оливкове зі світлими відтінками. Часто по спини проходить світла або доволі яскрава смуга, що охоплює майже усю спину. Іноді з боків шкіра більш тьмяна.

## Спосіб життя
Полюбляють скелясту, гірську місцину. Зустрічаються на висоті від 500 до 3185 м над рівнем моря. Активні вдень. Живляться дрібними безхребетними.
Це яйцекладні амфібії.

## Розповсюдження
Мешкають у Мексиці.

## Види
- Thorius adelos
- Thorius arboreus
- Thorius aureus
- Thorius boreas
- Thorius dubitus
- Thorius grandis
- Thorius infernalis
- Thorius insperatus
- Thorius lunaris
- Thorius macdougalli
- Thorius magnipes
- Thorius minutissimus
- Thorius minydemus
- Thorius munificus
- Thorius narismagnus
- Thorius narisovalis
- Thorius omiltemi
- Thorius papaloae
- Thorius pennatulus
- Thorius pulmonaris
- Thorius schmidti
- Thorius smithi
- Thorius spilogaster
- Thorius troglodytes